# Sretensk
Sretensk è una città della Russia siberiana sudorientale (kraj Zabajkal'skij), situata sul versante settentrionale dei monti Borščovočnyj, sul fiume Šilka, 385 km a est del capoluogo Čita; è il capoluogo amministrativo del Sretenskij rajon.

## Società

### Evoluzione demografica
Fonte: mojgorod.ru
- 1897: 1.400
- 1926: 8.600
- 1959: 15.100
- 1970: 13.800
- 1989: 10.400
- 2007: 7.900